# Lomno, Krško
Lomno este o localitate din comuna Krško, Slovenia, cu o populație de 69 de locuitori.